# Hoshi Sato
Hoshi Sato is een personage uit de sciencefictiontelevisieserie Star Trek: Enterprise en wordt gespeeld door de Zuid-Koreaans-Amerikaanse actrice Linda Park.

## Biografie
Hoshi Sato is geboren op Aarde op 9 juli 2129 in Kyoto. Ze is een xeno-linguïste, een taalkundige wier primaire taak het is met buitenaardse wezens te communiceren. Ze spreekt meer dan veertig talen, waaronder Klingon en is mede-ontwikkelaar en expert in het gebruik van de universele vertaler (Engels: Universal Translator).
Ze werkt bij Starfleet maar wordt oneervol ontslagen omdat ze de arm van een Starfleet-instructeur breekt. Later wordt ze wegens haar talenkennis toch weer toegelaten. Nadat ze een tijdje heeft lesgegeven in taalkunde, wordt ze als taalkundige en communicatie-officier aan boord van de USS Enterprise NX-01 gehaald, onder bevel van kapitein Jonathan Archer. Omdat de universele vertaler nog in de kinderschoenen staat, is het nodig een taalkundige mee te nemen tijdens de reizen van de Enterprise.

## Karakter
Het reizen door de ruimte valt Hoshi Sato zwaar en scheepsarts dr. Phlox merkt al snel op dat zij beter thuis leek op de Starfleet Academy dan op een ruimteschip. Ze worstelt met onzekerheid en angsten en heeft moeite zich aan te passen aan het leven op de Enterprise. Gedurende de serie ontwikkelt Hoshi Sato zichzelf echter en neemt een steeds steviger positie in door haar twijfels te overwinnen. Ook speelt ze enkele malen een cruciale rol en redt onder andere de Aarde van vernietiging door de Xindi.
Vanwege haar rol als vertaalster is haar bijdrage aan de afleveringen vaak beperkt. Zij vult haar tijd vooral met het bestuderen van taal en minder met directe actie. Actrice Park merkte in een interview op dat ze het een eenzame rol vond, omdat er weinig interactie was met de andere personages. Ze heeft de afleveringen over het zogenaamde spiegeluniversum dan ook als de leukste ervaren, omdat ze daarin een agressief, aanwezig personage kon spelen.

## Ontvangst
Het personage wordt als onvoldoende uitgewerkt beschouwd. Ze blijft te veel een relatief onbelangrijk bemanningslid.
Het beeld van een onzekere vrouw die haar angsten en twijfelt uit, kwam eveneens op kritiek te staan. Het wordt beschouwd als het klassieke beeld van de zwakkere vrouw, waarbij mannen zaken als angst en kwetsbaarheid als typisch vrouwelijk beschouwen en op het personage Hoshi Sato hebben geprojecteerd.

## Trivia
Hoshi Sato heeft de zwarte band in de Japanse vechtsport Aikido.